# Josef Žáček

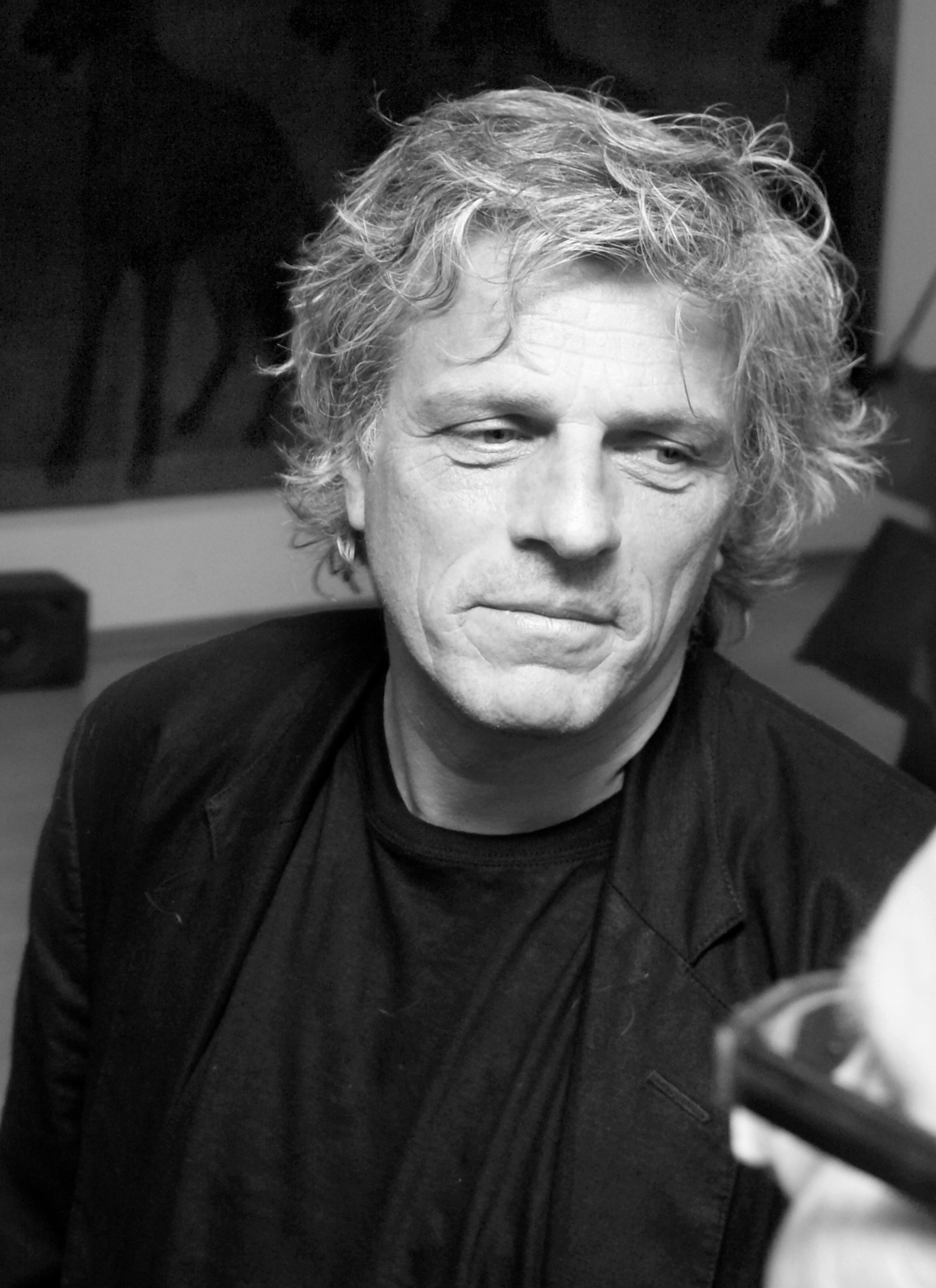
Josef Žáček (2013)

Josef Žáček (* 26. Mai 1951 in Prag) ist ein tschechischer Maler.

## Leben
Žáček studierte von 1977 bis 1983 an der Akademie der bildenden Künste in Prag. Im Jahr 1989 fand seine erste große Ausstellung in der Jugendgalerie in Prag statt. Es wurden Malereien zum Thema Matthäusevangelium gezeigt.
Žáček reflektiert in seinem Werk häufig auf radikale Tendenzen, wie sie sich im Kampf gegen Machtstrukturen und totalitäre Praktiken zeigen, wenngleich er sich von diesen eindeutig distanziert – er versucht die Umstände solcher Handlungen auf sich wirken zu lassen und nimmt sie ohne Sympathie auf.

## Werk
1993 schuf er Portraits einiger Mitglieder der Vierten Generation der Roten Armee Fraktion. Als Anlass diente ihm der GSG-9-Einsatz in Bad Kleinen gegen Mitglieder der Roten Armee Fraktion, die damals auf der Fahndungsliste standen. Diese Serie genannt „Searching in Lost Space 1993“ zeigte Žáček 1994 in der Galerie Behemot in Prag. Die Porträtserie befindet sich in der Sammlung der Galerie der Hauptstadt Prag.
Im Dox Zentrum für zeitgenössische Kunst in Prag wurde 2011 die Serie No Comment ausgestellt. Unter anderem war ein Gruppenporträt der Partisanen von Primorje zu sehen. Es handelte sich um Portraits einer kleinen Gruppe junger Russen aus der Region Primorje, die als Reaktion auf ihnen widerfahrene Polizeigewalt in einen Guerillakampf gegen die Polizei zogen, mehrere Polizisten ermordeten und verletzten, und schließlich nach einer Schießerei von einem großen Polizeiaufgebot zum Teil verhaftet und später vor Gericht zu Haftstrafen verurteilt wurden, zum Teil sich dem Polizeizugriff durch Selbstmord entzogen.

## Ausstellungen (Auswahl)
- 1992: Josef Žáček: Bilder, 2G, Gegenwart, Berlin
- 1992: Luz y espíritu, Pabellón de Bellas Artes, Sevilla (G)
- 1994: Josef Žáček: Searching in Lost Space, Behémot Gallery, Prag
- 1995: Josef Žáček: When Lemmings Fly... , Prague City Gallery
- 2000: Sexalog CZ / AB, Parlamentsgebäude, Wien
- 2002: Eyes of the City, Behémot Gallery, Prag
- 2004: Josef Žáček: The Genius Loci, Critics’ Gallery, Prag
- 2011: Josef Žáček: Whispers, DOX Centre for Contemporary Art, Prag
- 2013: Loneliness, Topičův salon, Prag
- 2017: Josef Žáček: Anticorps, Prague City Gallery